# 服部典之
服部 典之（はっとり のりゆき、1958年9月- ）は、日本の英文学者、大阪大学名誉教授、関西外国語大学教授。

## 人物・来歴
広島市生まれ。父は歴史地理学者・服部昌之。1981年大阪大学文学部英文科卒業。84年同大学院文学研究科博士後期課程中途退学。和歌山大学教育学部助手、大阪大学言語文化部講師、助教授、2000年文学研究科助教授、07年准教授、2010年教授。2003年「詐術としてのフィクション デフォーとスモレット」で阪大文学博士。2021年阪大を退職、名誉教授、関西外国語大学教授となる。2021年日本英文学会会長に就任。18世紀英国の小説が専門。

## 著書
- 『詐術としてのフィクション デフォーとスモレット』英宝社 2008

### 共編著
- 『移動する英米文学』石田久共編 英宝社 阪大英文学会叢書 2013
- 『〈アンチ〉エイジングと英米文学』著者代表 英宝社ブックレット 2013.4
- 『『ガリヴァー旅行記』徹底注釈 注釈篇』原田範行・武田将明共著 岩波書店 2013.8
- 『フィクションのポリティクス』福士航・岩田美喜・小林亜希共著 英宝社ブックレット 2015.3

### 翻訳
- ゲオルク・フォルスター『世界周航記 験されるヨーロッパ・ヒューマニズム』シリーズ世界周航記5・6、岩波書店 2006-07
- サミュエル・ガース『薬局 十七世紀末ロンドン医師薬剤師大戦争』西山徹編訳、高谷修・福本宰之共訳、音羽書房鶴見書店 2014
- ダニエル・デフォー『生粋のイングランド人』西山徹編訳、高谷修・福本宰之共訳、音羽書房鶴見書店 2020

## 論文
- <服部典之